# Ytter-Renåflyn
Ytter-Renåflyn är en sjö i Strömsunds kommun i Jämtland och ingår i Ångermanälvens huvudavrinningsområde. Sjön har en area på 0,245 kvadratkilometer och ligger 401,1 meter över havet. Sjön avvattnas av vattendraget Edsån (Rusvattenån).

## Delavrinningsområde
Ytter-Renåflyn ingår i det delavrinningsområde (710991-146240) som SMHI kallar för Utloppet av Ytter-Renåflyn. Medelhöjden är 469 meter över havet och ytan är 3,16 kvadratkilometer. Räknas de 20 avrinningsområdena uppströms in blir den ackumulerade arean 54,01 kvadratkilometer. Edsån (Rusvattenån) som avvattnar avrinningsområdet har biflödesordning 3, vilket innebär att vattnet flödar genom totalt 3 vattendrag innan det når havet efter 232 kilometer. Avrinningsområdet består mestadels av skog (91 procent). Avrinningsområdet har 0,25 kvadratkilometer vattenytor vilket ger det en sjöprocent på 7,8 procent.